# Неориторика
Неорито́рика (но́вая рито́рика) — современная философская и филологическая теория. Название закрепилось в научном обороте благодаря одноименной работе Хаима Перельмана, хотя об обновлении риторики писал Кеннет Берк еще в Риторике мотивов (1950). 
Неориторика сформировалась главным образом под влиянием методологии структурализма в антропологии (К. Леви-Стросс), языкознании (Ф. де Соссюр, Р. Якобсон), семиотике (Л. Ельмслев), в полемике с традициями культурно-исторической школы и эстетикой экзистенциализма. Важнейшей предпосылкой неориторики стала риторическая теория диалога М. М. Бахтина, в наиболее содержательной форме объяснившего понятие риторики литературного произведения.
Наиболее общие теоретические принципы неориторики («новой критики способности суждения») сформулированы Р. Бартом. Её внимание сосредоточено на проблемах структурно-риторического строения произведений (Р. Барт), риторики повествования и сюжетосложения ( А. Ж.Греймас, Ж. Женетт, К. Бремон), риторических особенностях поэтической речи (Ц. Тодоров). Делались попытки применить понятия, выработанные в генеративной лингвистике Н. Хомского, к анализу литературных текстов (Ю. Кристева). Деконструктивизм Ж.Деррида вплотную подошёл к идее онтологической природы риторики — идее гипертекстуальной риторизации. В работах С. С. Аверинцева, посвященных речевым практикам византийской культуры, было сформировано понятие «риторики культуры». Шведский философ Матс Розенгрен создает концепцию доксологии как неклассической неориторической теории познания.